# Patrimoni dell'umanità del Belgio
I patrimoni dell'umanità del Belgio sono i siti dichiarati dall'UNESCO come patrimonio dell'umanità in Belgio, il quale è divenuto parte contraente della Convenzione sul patrimonio dell'umanità il 24 luglio 1996.
Al 2023 i siti iscritti nella Lista dei patrimoni dell'umanità sono sedici, mentre quindici sono le candidature per nuove iscrizioni. I primi siti iscritti nella lista sono stati nel 1998 i Beghinaggi fiamminghi, la Grand Place di Bruxelles e i Quattro ascensori idraulici del Canal du Centre e loro dintorni, La Louvière e Le Roeulx (Hainaut), durante la ventiduesima sessione del comitato del patrimonio mondiale. Gli altri siti furono aggiunti nel 1999, 2000 (quattro), 2005, 2009, 2012, 2016, 2017, 2021 (due) e 2023. Quindici siti sono considerati culturali, secondo i criteri di selezione, uno naturale; sei sono parte di siti transnazionali.

## Siti del Patrimonio mondiale
| Foto | Sito                                                                                              | Luogo | Tipo                              | Anno      | Descrizione |
| ---- | ------------------------------------------------------------------------------------------------- | --- | --------------------------------- | --------- | --- |
|      | Beghinaggi fiamminghi                                                                             | Fiandre | Culturale (855; ii, iii, iv)      | 1998      | Le beghine erano donne che hanno dedicato la loro vita a Dio senza ritirarsi dal mondo. Nel XIII secolo fondarono i beghinaggi, comunità chiuse progettate per soddisfare i loro bisogni spirituali e materiali. I beghinaggi fiamminghi sono complessi architettonici composti da case, chiese, edifici secondari e spazi verdi, con un piano di origine urbana o rurale e costruiti in stili specifici della regione culturale fiamminga. Sono un affascinante promemoria della tradizione delle beghine che si sviluppò nell'Europa nord-occidentale nel Medioevo. |
|      | Quattro ascensori idraulici del Canal du Centre e loro dintorni, La Louvière e Le Rœulx (Hainaut) | La Louvière, Le Rœulx | Culturale (856; iii, iv)          | 1998      | I quattro ascensori idraulici per barche su questo breve tratto dello storico Canal du Centre sono monumenti industriali di altissima qualità. Insieme al canale stesso e alle sue strutture associate, costituiscono un esempio straordinariamente ben conservato e completo di un paesaggio industriale della fine del XIX secolo. Degli otto ascensori idraulici per natanti costruiti tra la fine del XIX e l'inizio del XX secolo, gli unici al mondo ancora esistenti nelle condizioni originali di lavoro sono questi quattro ascensori sul Canal du Centre. |
|      | Grand Place, Bruxelles                                                                            | Bruxelles | Culturale (857; ii, iv)           | 1998      | La Grand Place di Bruxelles è un corpo straordinariamente omogeneo di edifici pubblici e privati, risalenti principalmente alla fine del XVII secolo. L'architettura fornisce una vivida illustrazione del livello di vita sociale e culturale del periodo in questo importante centro politico e commerciale. |
|      | Torri campanarie di Belgio e Francia                                                              | Fiandre, Hainaut, Provincia di Namur (altri 23 sono in Francia) | Culturale (943; ii, iv)           | 1999-2005 | Ventitré torri campanarie nel nord della Francia e il campanile di Gembloux in Belgio sono stati iscritti nel 2005, come estensione dei 32 campanili belgi inscritti nel 1999 come torri campanarie delle Fiandre e della Vallonia. Costruiti tra l'XI e il XVII secolo, mostrano gli stili di architettura romanica, gotica, rinascimentale e barocca. Sono segni altamente significativi della conquista delle libertà civili. Mentre le città italiane, tedesche e inglesi hanno scelto principalmente di costruire municipi, in parte dell'Europa nord-occidentale è stata posta maggiore enfasi sulla costruzione di torri campanarie. Rispetto al mastio (simbolo dei signori) e al campanile (simbolo della Chiesa), la torre civica, la terza torre nel paesaggio urbano, simboleggia il potere degli aldermanni. Nel corso dei secoli, sono venuti a rappresentare l'influenza e la ricchezza delle città.    |
|      | Centro storico di Bruges                                                                          | Bruges | Culturale (996; ii, iv, vi)       | 2000      | Brugge è un eccezionale esempio di insediamento storico medievale, che ha mantenuto il suo tessuto storico mentre si è evoluto nel corso dei secoli e dove le costruzioni gotiche originali fanno parte dell'identità della città. Essendo una delle capitali commerciali e culturali d'Europa, Brugge ha sviluppato legami culturali con diverse parti del mondo. È strettamente associato alla scuola della pittura primitiva fiamminga. |
|      | Principali dimore cittadine dell'architetto Victor Horta (Bruxelles)                              | Bruxelles, Saint-Gilles | Culturale (1005; i, ii, iv)       | 2000      | Le quattro principali case cittadine - Hôtel Tassel, Hôtel Solvay, Hôtel van Eetvelde e Maison e Atelier Horta - situate a Bruxelles e progettate dall'architetto Victor Horta, uno dei primi iniziatori dell'Art Nouveau, sono alcune delle opere pionieristiche più notevoli dell'architettura della fine del XIX secolo. La rivoluzione stilistica rappresentata da queste opere è caratterizzata dalla loro pianta aperta, dalla diffusione della luce e dalla brillante unione delle linee curve della decorazione con la struttura dell'edificio. |
|      | Cave neolitiche di selce presso Spiennes (Mons)                                                   | Spiennes | Culturale (1006; i, iii, iv)      | 2000      | Le cave neolitiche di selce presso Spiennes, che coprono più di 100 ettari, sono la più grande e la prima concentrazione di antiche miniere d'Europa. Sono inoltre notevoli per la diversità delle soluzioni tecnologiche utilizzate per l'estrazione e per il fatto che sono direttamente legate ad un insediamento dello stesso periodo neolitico. |
|      | Cattedrale di Notre-Dame a Tournai                                                                | Tournai | Culturale (1009; ii, iv)          | 2000      | La cattedrale di Notre-Dame a Tournai fu costruita nella prima metà del XII secolo. Si distingue soprattutto per una navata romanica di dimensioni straordinarie, una ricchezza di sculture sui suoi capitelli e un transetto sormontato da cinque torri, tutti precursori dello stile gotico. Il coro, ricostruito nel XIII secolo, è in puro stile gotico. |
|      | Complesso della casa-laboratorio-museo Plantin-Moretus                                            | Anversa | Culturale (1185; ii, iii, iv, vi) | 2005      | Il Museo Plantin-Moretus è una tipografia e una casa editrice risalenti al periodo rinascimentale e barocco. Situata ad Anversa, una delle tre principali città della prima stampa europea insieme a Parigi e Venezia, è associata alla storia dell'invenzione e della diffusione della tipografia. Il suo nome si riferisce al più grande stampatore editore della seconda metà del XVI secolo: Christophe Plantin (1520–89 circa). Il monumento è di eccezionale valore architettonico. Contiene prove esaustive della vita e dell'opera di quella che era la casa tipografica ed editrice più prolifica in Europa alla fine del XVI secolo. L'edificio dell'azienda, che rimase in attività fino al 1867, contiene una vasta collezione di vecchie macchine da stampa, un'ampia biblioteca, archivi e opere d'arte inestimabili, tra cui un dipinto di Rubens.                                                      |
|      | Casa Stoclet                                                                                      | Woluwe-Saint-Pierre | Culturale (1298; i, ii)           | 2009      | Quando il banchiere e collezionista d'arte Adolphe Stoclet commissionò questa casa a uno dei principali architetti del movimento della Secessione viennese, Josef Hoffmann, nel 1905, non impose né restrizioni estetiche né finanziarie al progetto. La casa e il giardino furono completati nel 1911 e la loro geometria austera segnò una svolta nell'Art Nouveau, prefigurando l'Art Déco e il Movimento Moderno in architettura. La Casa Stoclet è uno degli edifici più completi e omogenei della Secessione viennese e presenta opere di Koloman Moser e Gustav Klimt, che incarna l'aspirazione di creare un'"opera d'arte totale" (Gesamtkunstwerk). A testimonianza del rinnovamento artistico dell'architettura europea, la casa conserva un elevato livello di integrità, sia esternamente che internamente in quanto conserva la maggior parte degli infissi e degli arredi originali.                    |
|      | Principali siti minerari della Vallonia                                                           | Blegny, Boussu, La Louvière, Marcinelle | Culturale (1344; ii, iv)          | 2012      | I quattro siti della proprietà formano una striscia di 170 km di lunghezza e 3-15 km di larghezza, che attraversa il Belgio da est a ovest, costituita dai siti di estrazione del carbone del XIX e XX secolo meglio conservati del paese. Presenta esempi dell'architettura utopica dei primi periodi dell'era industriale in Europa all'interno di un insieme industriale e urbano altamente integrato, in particolare la miniera di carbone di Grand-Hornu e la città dei lavoratori progettata da Bruno Renard nella prima metà del XIX secolo. Il Bois-du-Luc comprende numerosi edifici eretti dal 1838 al 1909 e una delle miniere di carbone più antiche d'Europa risalente alla fine del XVII secolo. Sebbene la Vallonia avesse centinaia di miniere di carbone, la maggior parte ha perso la propria infrastruttura, mentre i quattro componenti del sito elencato mantengono un alto livello di integrità. |
|      | L'opera architettonica di Le Corbusier, un contributo eccezionale al Movimento Moderno            | Anversa (altri 16 sono in Argentina, Francia, Germania, Giappone, India e Svizzera) | Culturale (1321; i, ii, vi)       | 2016      | Scelti dall'opera di Le Corbusier, i 17 siti che compongono questa proprietà seriale transnazionale sono distribuiti in sette paesi e sono una testimonianza dell'invenzione di un nuovo linguaggio architettonico che ha rotto con il passato. Furono costruiti nell'arco di mezzo secolo, nel corso di quella che Le Corbusier definì "ricerca paziente" e riflettono le soluzioni che il Movimento Moderno ha cercato di applicare durante il XX secolo alle sfide di inventare nuove tecniche architettoniche per rispondere ai bisogni della società. Questi capolavori di genio creativo attestano anche l'internazionalizzazione della pratica architettonica in tutto il pianeta. Il sito belga della serie è la Maison Guiette ad Anversa. |
|      | Antiche faggete primordiali dei Carpazi e di altre regioni d'Europa                               | Brabante Fiammingo, Brabante Vallone, Bruxelles-Capitale (altri 89 sono in Albania, Austria, Bosnia ed Erzegovina, Bulgaria, Croazia, Francia, Germania, Italia, Macedonia del Nord, Polonia, Rep. Ceca, Romania, Slovacchia, Slovenia, Spagna, Svizzera e Ucraina) | Naturale (1133; ix)               | 2017      | Questa proprietà transnazionale comprende 94 componenti in 18 paesi. Dalla fine dell'ultima era glaciale, il faggio europeo si è diffuso da poche aree di rifugio isolate nelle Alpi, Carpazi, Dinaridi, Mediterraneo e Pirenei in un breve periodo di poche migliaia di anni in un processo tuttora in corso. L'espansione di successo in un intero continente è legata all'adattabilità e alla tolleranza dell'albero alle diverse condizioni climatiche, geografiche e fisiche. In Belgio la serie comprende cinque aree della foresta di Soignes, che si sviluppa a sud-est di Bruxelles. |
|      | Grandi città termali d'Europa                                                                     | Spa (Altre 10 si trovano in Austria, Francia, Germania, Italia, Regno Unito e Rep. Ceca) | Culturale (1613; ii, iii)         | 2021      | La proprietà transnazionale seriale delle Grandi Terme d'Europa è un gruppo selezionato di città termali che è testimonianza di luoghi per la guarigione di dolori e malattie con acque minerali in genere prima che i farmaci industriali si sviluppassero nel XIX secolo. La serie comprende undici storiche città termali in sette stati europei dove l'integrità e l'autenticità delle parti componenti sono evidenti nella loro forma urbana e negli edifici termali componenti. La componente belga del sito seriale è Spa. |
|      | Colonie della benevolenza                                                                         | Hoogstraten (altre 3 sono nei Paesi Bassi) | Culturale (1555; ii, iv)          | 2021      | La proprietà seriale transnazionale comprende quattro insediamenti, con una colonia in Belgio e tre nei Paesi Bassi. Insieme testimoniano un esperimento di riforma sociale del XIX secolo, uno sforzo per alleviare la povertà urbana stabilendo colonie agricole in località remote. Fondata nel 1818, Frederiksoord (Paesi Bassi) è la prima di queste colonie e sede della sede originaria della Società della Benevolenza, un'associazione che mirava a ridurre la povertà a livello nazionale. Altri componenti della proprietà sono le colonie di Wilhelminaoord e Veenhuizen nei Paesi Bassi e Wortel in Belgio. |
|      | Siti cimiteriali e memoriali della Prima guerra mondiale (Fronte occidentale)                     | Fiandre Occidentali, Hainaut, Provincia del Lussemburgo, Provincia di Liegi, Provincia di Namur (altri 80 sono in Francia) | Culturale (1567; iii, iv, vi)     | 2023      | Questo patrimonio seriale transnazionale comprende siti lungo il fronte occidentale della Prima Guerra Mondiale, dove fu combattuta la guerra tra le forze tedesche e quelle alleate tra il 1914 e il 1918. Situata tra il nord del Belgio e l'est della Francia, le parti che compongono il sito variano in scala da grandi necropoli, che contengono i resti di decine di migliaia di soldati di diverse nazionalità, a cimiteri piccoli e più semplici e singoli memoriali. I siti includono diversi cimiteri militari, cimiteri di campi di battaglia e cimiteri ospedalieri, spesso combinati con memoriali. |

## Siti candidati
| Foto | Sito | Luogo                                                                           | Tipo                              | Anno       | Descrizione |
| ---- | --- | ------------------------------------------------------------------------------- | --------------------------------- | ---------- | --- |
|      | Nucleo storico medievale o la 'Cuve' di Gand, e le due abbazie che ne sono all'origine                  | Gand                                                                            | Culturale (856; ii, iv)           | 02/04/2002 | La cosiddetta "Cuve", di forma irregolare per la sua particolare topografia, è attraversata da sud a nord dal Lys, che funge da confine naturale dal nord verso l'est, dove sfocia nella Schelda che a sua volta confina con la "Cuve" a sud-est. Fossati derivati forniscono protezione a sud, sud-ovest e nord-ovest, tutti con almeno quattro porte. Le complesse origini e l'evoluzione di questo nucleo medievale si manifestano ancora oggi nel suo assetto urbanistico e nel suo patrimonio architettonico molto vario e ben conservato. |
|      | Nucleo storico di Anversa dalla Schelda agli antichi bastioni del 1250 circa                            | Anversa                                                                         | Culturale (857; ii, iv, vi)       | 02/04/2002 | Il nucleo storico di Anversa, attaccato alla Schelda sul lato est, ha la forma di un mezzo ovale irregolare la cui evoluzione rimane visibile nella disposizione delle vecchie strade e degli spazi urbani. Gli scavi del 1950 hanno rivelato un'occupazione gallo-romana limitata vicino allo Steen o castello fortificato (di pietra), costruito nel XIII secolo sulle rive della Schelda, sul sito di una prima piccola fortezza del IX secolo che serviva posto di guardia sul fiume. Il crescente potere militare e politico stimolò da lì la costituzione di un piccolo villaggio a ventaglio con chiesa e inizialmente circondato da un fossato e nel XIII secolo da un muro di cinta in pietra di cui ci sono ancora alcune sezioni dietro la Vleeshuis. |
|      | Lovanio, complessi universitari, l'eredità di sei secoli nel centro storico                             | Lovanio                                                                         | Culturale (1712; ii, iii, iv, vi) | 02/04/2002 | Nella città di tipo radiocentrico con una prima cinta muraria del XII secolo e una seconda del XIV secolo, gli edifici dell'Università, fondata nel 1425, hanno la più alta densità nel quartiere sud-orientale. Naamsestraat costituisce in un certo senso "la via universitaria" su cui si innestano la maggior parte dei vecchi collegi. Altri edifici universitari sono ubicati ad ovest del primo nucleo e dei suoi immediati dintorni; inseriti nel tessuto urbano, scandiscono il paesaggio con la loro variegata tipologia e cronologia. I loro giardini offrono oggi, nel tessuto urbano relativamente ristretto, una sorta di area pedonale "interna" che va da ovest a est; questo percorso collega la parte bassa a quella superiore della città e costituisce quindi una passeggiata architettonica inaspettata, frequentata da studenti e residenti. Nel mosaico del centro storico, che funge da zona cuscinetto, queste costruzioni materializzano la storia dell'università ed evocano i professori e le personalità che hanno contribuito a livello internazionale all'evoluzione delle scienze umane, esatte e applicate. |
|      | Passaggi di Bruxelles / Gallerie Reali Saint-Hubert                                                     | Bruxelles                                                                       | Culturale (5355; ii, iv)          | 08/04/2008 | Le Galeries Royales Saint-Hubert sono i primi centri commerciali veramente monumentali costruiti nel XIX secolo. Costruiti nel 1847, non lontano dalla Grand Place di Bruxelles, riflettono la prosperità e l'ambizione del nuovo stato belga sotto il regno di Re Leopoldo I. Il loro programma rivoluziona il tipo architettonico del passaggio così come si era sviluppato dall'inizio del secolo secondo il modello parigino e vi infonde una nuova dimensione. Il suo architetto Jean-Pierre Cluysenaar (1811-1880), uno dei più importanti rappresentanti dello stile neoclassico in Belgio, si è ispirato sia al Rinascimento italiano che alla moderna tecnologia del ferro e del vetro per creare una strada coperta con il fascino del "palazzo di cristallo" che si adatta perfettamente al paesaggio urbano. |
|      | L'opera architettonica di Henry van de Velde                                                            | Uccle                                                                           | Culturale (5356; i, ii)           | 08/04/2008 | L'opera architettonica di Henry van de Velde costituisce una fonte essenziale di arte moderna. È il frutto di un'enorme attività creativa, portata avanti quasi ininterrottamente sin dai suoi esordi, come giovane pittore nel circolo delle avanguardie belghe dei Les XX, nel 1888, fino alle prestigiose commissioni di edilizia pubblica degli anni '30 e al suo ritiro attivo nella Svizzera del dopoguerra, in gran parte dedicato alla scrittura delle sue memorie. L'artista valorizzerà le sue molteplici attività integrandole nella sua architettura, dove essenzialmente cerca di creare ambienti viventi, intrisi di estetica. Così realizzerà la sua idea dell'unità fondamentale dell'intero campo plastico. Il Bloemenwerf, situato a Bruxelles, inaugura la carriera dell'architetto e si distingue come prima pietra miliare nella sua fruttuosa carriera. |
|      | Palazzo di Giustizia di Bruxelles                                                                       | Bruxelles                                                                       | Culturale (5357; i)               | 08/04/2008 | Questo colossale edificio, opera di Joseph Poelaert, è senza dubbio l'apice dell'architettura eclettica del XIX secolo. Lo stile è di ispirazione classica, con prestiti dall'architettura assiro-babilonese ed egiziana. L'edificio è concepito come un insieme di forme e masse, dove spazi interni ed esterni si mescolano in modo sorprendente. Il cuore del Palazzo di Giustizia è occupato dalla Salle des Pas Perdus, di impareggiabile monumentalità. La sua altezza culmina alla sommità della cupola, il che conferisce alla stanza un vertiginoso slancio verticale. |
|      | Altopiano delle Hautes Fagnes                                                                           | Provincia di Liegi                                                              | Culturale (5358; v)               | 08/04/2008 | L'altopiano delle Hautes Fagnes presenta fenomeni naturali, flora e fauna particolari per quanto riguarda la posizione geografica del luogo. A volte lieve, a volte affermata con chiarezza, l'azione dell'uomo è stata esercitata a lungo e ha plasmato i paesaggi che scopriamo oggi. Le Hautes Fagnes costituiscono un'eccezionale testimonianza della pressione antropica su un ecosistema la cui scomparsa è stata evitata solo grazie all'inospitalità degli ambienti che lo compongono. |
|      | Tronco Bavay-Tongres della strada romana Boulogne-Colonia situata sul territorio della Regione vallona  | Brabante Vallone, Hainaut, Provincia di Liegi, Provincia di Namur               | Culturale (5359; iii, iv)         | 08/04/2008 | La strada romana Bavay-Tongres è un tratto di uno dei maggiori assi della Gallia settentrionale che collegava due punti strategici, il Mare del Nord da Boulogne-sur-Mer al Reno a Colonia. Destinata al movimento delle truppe e alle comunicazioni amministrative, diventerà un importante asse commerciale che ne garantirà la sussistenza fino ad oggi, poiché segna ancora profondamente i paesaggi attraversati. Si distingue non solo per il rispetto delle regole edilizie romane ma anche per il numero e la specificità dei monumenti funerari che la contraddistinguono. |
|      | Palazzo dei Principi-Vescovi di Liegi                                                                   | Liegi                                                                           | Culturale (5361; ii, iii)         | 08/04/2008 | Per più di 10 secoli, il Principato di Liegi è rimasto un territorio indipendente all'interno dell'Europa occidentale. Durante tutto questo tempo, è stato guidato da un principe vescovo che univa potere religioso e politico. Il palazzo è il simbolo di questa duplice funzione e materializza anche l'importanza del suo occupante. Nel corso delle ricostruzioni e dei successivi allestimenti è rimasto al passo con i tempi, richiamando i migliori artisti e artigiani locali, ispirandosi alle tendenze della moda. |
|      | Campo della battaglia di Waterloo, la fine dell'epopea napoleonica                                      | Braine-l'Alleud, Lasne, Waterloo                                                | Culturale (5362; ii, iii, vi)     | 08/04/2008 | Il sito di Waterloo è giunto fino a noi in uno stato molto simile a quello che esisteva nel XIX secolo. Ciò può essere compreso dalla vocazione agricola del sito, che si è mantenuta per tutto il XIX secolo. Il progetto di salvaguardia del campo di battaglia di un'urbanizzazione anarchica nasce con l'avvicinarsi della celebrazione del centenario, per contrastare una speculazione fondiaria generata dalla vicinanza di Bruxelles, e si è concretizzato nella legge del 26 marzo 1914: la prima legge sulla protezione del patrimonio in Belgio. Vari memoriali furono eretti sul sito del campo di battaglia. Il più notevole e il più spettacolare è senza dubbio la "Collina del leone" eretto su istigazione di re Guglielmo proprio nel punto in cui il principe d'Orange era stato ferito alla spalla. Oltre a questo, possiamo menzionare l'Aigle Blessé, il Monumento ai Belgi, il Monumento di Hannover, la Colonna Gordon, ecc.. |
|      | Panorama della Battaglia di Waterloo, esempio particolarmente significativo del "Fenomeno dei Panorami" | Braine-l'Alleud                                                                 | Culturale (5364; i, ii, iv, vi)   | 08/04/2008 | Il Panorama della Battaglia di Waterloo di Braine I'Alleud è uno dei panorami “storici” più rappresentativi del fenomeno dei panorami. Questo lavoro magistrale è il risultato di un lavoro di squadra orchestrato nel 1911 dal pittore francese Louis Dumoulin che alla sua creazione aveva già una significativa esperienza nel campo. Il suo design classico, direttamente correlato alle opere panoramiche della fine del XIX secolo, lo colloca tra i panorami di seconda generazione. |
|      | Cittadelle mosane                                                                                       | Dinant, Huy, Namur                                                              | Culturale (5365; ii)              | 08/04/2008 | La Mosa e la sua profonda valle costituiscono un importante ostacolo naturale e offrono molte alture che possono essere facilmente sviluppate a scopo difensivo. Dall'epoca romana ai giorni nostri furono così costruiti, attrezzati e ammodernati siti difensivi. Molti vecchi siti sono scomparsi o sono stati abbandonati e rimangono in rovina. Tre di loro (Namur, Huy e Dinant), occupando un'importante posizione strategica, mantennero le loro funzioni fino al XX secolo e testimoniano così l'evoluzione dei territori e le tecniche di guerra fino alle tecniche moderne dove la guerra diventa guerra di movimento e non riguarda più solo territorio terrestre. |
|      | Paesaggio di transizione rurale-industriale dell'Alta Campine                                           | As, Dilsen-Stokkem, Genk, Lanaken, Maaseik, Maasmechelen, Opglabbeek, Zutendaal | Misto (5623; iv, vi, viii)        | 25/05/2011 | Il paesaggio di Hoge Kempen ha un tipico terreno sabbioso magro e ricco di ghiaia, che si traduce principalmente in brughiere, conifere e foreste antiche. Altre caratteristiche paesaggistiche sorprendenti sono i monumenti delle miniere di carbone dell'inizio del XX secolo, come i cumuli di scorie. Il paesaggio è intersecato da alcune grandi valli di torrenti e comprende alcune aree sorgive naturali molto ricche vicino al declivio orientale dell'altopiano di Kempen. Diversi paesi, centri urbani, frazioni e città giardino (appartenenti ai distretti minerari) sono disseminati in tutta l'area, che comprende anche ex cave di ghiaia e sabbia attualmente in fase di trasformazione in aree naturali panoramiche. |
|      | Siti di fossili neandertaliani della Vallonia                                                           | Andenne, Flémalle, Gesves, Jemeppe-sur-Sambre                                   | Culturale (6398; iii, vi)         | 03/04/2019 | La Vallonia ha un'eccezionale densità di siti di Neanderthal tra cui 8 hanno, ad oggi, restituito fossili umani debitamente diagnosticati e/o datati. Costituiscono la concentrazione più settentrionale di Neanderthal in Europa e molti di loro hanno dato importanti contributi storici allo sviluppo della Paleoantropologia e della Preistoria. Questi siti sono testimoni eccezionali dell'evoluzione della scienza storica e del pensiero occidentale. Hanno contribuito in modo significativo alla storia del riconoscimento della cultura di Neanderthal, nonché all'invenzione e alla costruzione della preistoria. La candidatura comprende quattro siti: le grotte di Schmerling a Flémalle, la grotta Scladina ad Andenne, le grotte di Goyet a Gesves e la grotta di Spy a Jemeppe-sur-Sambre. |
|      | Ospedale Notre-Dame à la Rose - Lessines                                                                | Lessines                                                                        | Culturale (6399; iii, iv)         | 03/04/2019 | L'Ospedale Notre-Dame à la Rose fu fondato nel 1242 da Alix de Rosoit a Lessines, all'epoca fiorente città dei tessuti. La sua vocazione è accogliere i bisognosi e i pellegrini. È affidata alla buona cura di una congregazione religiosa incaricata anche di pregare per la salvezza della fondatrice e della sua famiglia. L'ospedale ha svolto la sua funzione di casa di accoglienza fino agli anni '80, quando le ultime suore e residenti lo lasciarono. Il sito è sfuggito allo smantellamento per acquisire una dimensione di patrimonio culturale. Costituisce quindi una testimonianza eccezionale della storia dell'accoglienza dei deboli e degli indigenti per più di sette secoli. |